# Tony Lema
Anthony David Lema dit Tony Lema né le 25 février 1934 à Oakland, en Californie,  mort le 24 juillet 1966, est un golfeur professionnel américain.

## Biographie
Tony Lema est né à Oakland, en Californie de parents d'origine portugaise. Tony Lema est devenu orphelin de père à trois ans. Enfant, il a commencé à jouer au golf, mais à l'âge de 17 ans il s'enrôle dans la marine des États-Unis et il part pour la Corée. Après son retour à la vie civile en 1955, il commence un travail dans un club de golf de San Francisco.
En  1957, Tony Lema devient un golfeur professionnel du PGA Tour. En 1964, il a gagné le Bing Crosby Pro-Am à Pebble Beach, en Californie. En 1965, il a gagné le Buick Open pour la deuxième année consécutive. Tony Lema a été en 1963 et 1965 membre de l'équipe des États-Unis Ryder Cup. De 1963 à 1966, il n'a jamais manqué un cut dans un tournoi professionnel majeur. Tony Lema a été surnommé « Champagne » pour son habitude de célébrer ses victoires de tournoi avec une bouteille de champagne.
Le sommet de sa carrière est sa victoire à l'Open Championship 1964 à l'Old Course de St Andrews. Lema s'impose avec cinq coups d'avance sur Jack Nicklaus, pour sa première participation à un tournoi en Grande-Bretagne.
Le 24 juillet 1966, à l'âge de 32 ans, il volait avec son épouse, Betty, quand leur bimoteur a manqué de carburant et s'est écrasé sur un terrain de golf à Lansing, dans l'Illinois. Les quatre personnes à bord ont été tuées.